# 重永亮介
重永 亮介（しげなが りょうすけ、1987年3月15日 - ）は、日本の作詞家、作曲家、編曲家。山口県出身。ソニー・ミュージックエンタテインメント傘下のCPファクトリー所属。血液型はAB型。

## 略歴
山口県立華陵高等学校卒業。音楽専門学校を卒業後、20歳から作曲活動を開始する。
中川翔子、中島愛、AKB48といったアーティストへの楽曲提供や、キーボーディストとしてライブサポートをしている。

## 提供作品
藍井エイル
- 「AURORA」（共作詞・作曲・共編曲）（作詞は藍井エイル、編曲は下川佳代と共作）
- 「INNOCENCE」（共作詞・作曲・共編曲・サウンドプロデュース）（作詞は藍井エイル、編曲は下川佳代と共作）
- 「シリウス」（作曲・編曲・サウンドプロデュース・ギター・ドラム）
- 「虹の音」（作曲・共編曲・ピアノ）（編曲は新井弘毅と共作）
- 「Fairy Tale」（作詞・作曲・編曲・サウンドプロデュース・キーボード）
- 「春 〜spring〜」（編曲・ピアノ）
- 「約束」（共作詞・作曲・編曲・ピアノ）（作詞は藍井エイルと共作）
- 「overture」（作曲）
- 「青の世界」（作曲・編曲）
- 「UNDER THE MASK」（作曲・編曲）
- 「月を追う真夜中」（作曲・編曲）
- 「SINGULARITY」（作詞・作曲・編曲）
- 「パズルテレパシー」（編曲）
- 「Story」（編曲）

秋元順子
- 「紫陽花物語」（作詞・作曲・編曲）

麻倉もも
- 「僕だけに見える星」（作曲・編曲）

ASCA
- 「リインカネーション」（作詞・作曲・編曲）
- 「悠遠」（共作詞・作曲・編曲）（作詞はASCAと共作）
- 「凛」（作詞・作曲・編曲）
- 「RESISTER」（共作詞・作曲・編曲）（作詞はASCAと共作）
- 「RUST」（作詞・作曲・編曲）
- 「Profusion」（作曲・編曲）
- 「このメロディに乗せて」（共作曲・共編曲）（作曲・編曲はSakuと共作）
- 「CHAIN」（共作詞・作曲・編曲）（作詞はASCAと共作）
- 「OVERDRIVE」（共作詞・作曲・編曲）（作詞はASCAと共作）
- 「進化論」（共作詞・作曲・編曲）（作詞はASCAと共作）
- 「regain」（編曲）

E-girls
- 「希望の光 〜未来を信じて〜」（作曲）

井口裕香
- 「JOURNEY」（作曲・編曲・キーボード）

=LOVE
- 「祝祭」（作曲・編曲）

板野友美
- 「Come on!」（作曲・編曲）
- 「wanna be now」（作曲・編曲）

岩佐美咲
- 「もしも私が空に住んでいたら」（作曲）

内田真礼
- 「North Child」（作詞・作曲・編曲・ギター・ベース・ピアノ・キーボード・プログラミング）

AKB48グループ
- AKB48
  - 「フルーツ・スノウ」（作曲）
  - 「100メートルコンビニ」（作曲・編曲）
  - 「スマイル神隠し」（作曲）

- AKB48 チームサプライズ
  - 「君のC/W」（作曲・編曲）

- SKE48
  - 「愛の数」（作曲）
  - 「チョコの奴隷」（作曲）
  - 「放課後レース」（作曲）

- ノースリーブス
  - 「嘘でしょ? 〜七里ガ浜の七不思議〜」（作曲）

- Not yet
  - 「笑うがいい」（作曲）

- フレンチ・キス
  - 「沈黙」（作曲）
  - 「広い世界の中で出逢えたこと」（作曲）

- 渡り廊下走り隊7
  - 「ソミソミラシラ」（作曲）

FTISLAND
- 「いつか」（作曲）

ELISA
- 「Dimensional Journey」（作詞・作曲・編曲）

ON/OFF
- 「超絶レクイエム」（作詞・作曲・編曲・ギター）
- 「クロマティックライナー」（作詞・作曲・編曲・ギター）

鹿乃
- 「Nocturne」（共作詞・作曲・編曲）（作詞はスズムと共作）

かやたん (CV.奥野香耶)
- 「夢でまたね」（作曲・編曲）

川島なお美
- 「偶然の後で」（作曲）

楠木ともり
- 「ハミダシモノ」（作曲・編曲・ピアノ）
- 「眺めの空」（編曲・ピアノ）
- 「ロマンロン」（編曲・ピアノ）
- 「僕の見る世界、君の見る世界」（作曲・編曲・ピアノ）
- 「風前の灯火」（編曲[1]）

ClariS
- 「ALIVE」（作詞・作曲・編曲）
- 「泣かないよ」（作詞・作曲・編曲・キーボード）
- 「blossom」（作詞・作曲・編曲）
- 「border」（作曲・編曲・サウンドプロデュース・ギター・キーボード）
- 「Prism」（作詞・作曲・編曲）
- 「アワイ オモイ」（編曲・ピアノ）
- 「君の知らない物語」（編曲・ギター・ベース・ピアノ）
- 「treasure」（作詞・作曲・編曲）
- 「ひとつだけ」（作詞・作曲・編曲・ギター）
- 「眠り姫」（作詞・作曲・編曲）
- 「かくれんぼ」（編曲・ギター・ベース）
- 「ホログラム」（作詞・作曲・編曲）
- 「sakura」（編曲）
- 「シニカルサスペンス」（作詞・作曲・編曲）
- 「仮面ジュブナイル」（作詞・作曲・編曲）
- 「Diamonds」（編曲）
- 「恋待かぐや」（作詞・作曲・編曲）
- 「ふぉりら」（作詞・作曲・編曲[2]）
- 「幻想恋慕」（作詞・作曲・編曲[2]）

黒崎真音
- 「Last Desire」（編曲・キーボード）
- 「Ignis Memory」（編曲・キーボード）

Kenny
- 「アナタニアイタイ」（作曲）
- 「あなたの海」（作曲）

小松未可子
- 「流れ星じゃないから」（Q-MHzと共編曲）

佐々木秀実
- 「夢物語」（作詞・作曲）

ジャニーズ事務所関連
- KAT-TUN
  - KAT-TUN
    - 「NEIRO」（作曲）

  - 上田竜也
    - 「Deep Red Drop」（作曲）

- Kis-My-Ft2
  - 「Think u x.」（作曲）

- Hey! Say! JUMP
  - 「OUR FUTURE」（作曲）

- Mr.KING・Prince
  - 「Bounce To Night」（作曲・編曲）

Thinking Dogs
- 「そんな君、こんな僕」（編曲）
- 「Oneway Generation」（編曲）
- 「世界は終わらない」（編曲）
- 「3 times」（編曲）
- 「あと100マイル」（編曲）
- 「悲しみ以上」（編曲）
- 「もしも　あなたが…」（編曲）
- 「ごめんね、 キャサリン」（編曲）
- 「もどかしいディスタンス」（編曲）
- 「DESIRE-情熱-」（編曲）

スピラ・スピカ
- 「ポップ・ステップ・ジャンプ!」（作曲・編曲）
- 「恋はミラクル」（編曲）
- 「エール ～頑張る君へ～」（作曲・編曲）
- 「あなたを置いて私は」（共作詞・作曲・編曲）（作詞は幹葉と共作）
- 「桜が咲く頃」（共作詞・作曲・編曲）（作詞は幹葉と共作）
- 「夏のキセキ」（共作詞・作曲・編曲）（作詞は幹葉と共作）
- 「サークルフィッシュ」（作曲・編曲）
- 「なんてね、バカ。」（編曲）

瀧川ありさ
- 「night light」（作曲・編曲・キーボード）
- 「Gentle rain」（作曲・編曲）
- 「snow train」（作曲・編曲・キーボード）
- 「FRIENDS」（作曲・編曲）
- 「only one」（編曲）
- 「わがまま」（編曲）
- 「Always」（編曲）

Tama
- 「ホロスコープ」（作詞・作曲・編曲・サウンドプロデュース）
- 「フリージア」（作詞・作曲・編曲・サウンドプロデュース）
- 「some day」（編曲・サウンドプロデュース）
- 「ハネムーン」（編曲・サウンドプロデュース）
- 「cherry」（作曲・編曲・サウンドプロデュース）
- 「アブストラクチャー」（作詞・作曲・編曲・サウンドプロデュース）
- 「Set me free」（作詞・作曲・編曲・サウンドプロデュース）
- 「prologue of bitter」（作曲・編曲・サウンドプロデュース）
- 「ラブレター」（作曲・編曲・サウンドプロデュース）
- 「桜吹雪」（作曲・編曲・サウンドプロデュース）
- 「あなたは神様」（作曲・編曲・サウンドプロデュース）
- 「明日は明日の風が吹」（作曲・編曲・サウンドプロデュース）
- 「真夜中のバレッタ」（作詞・作曲・編曲・サウンドプロデュース）
- 「バタフライ」（編曲・サウンドプロデュース）
- 「運命の人」（編曲・サウンドプロデュース）

玉置成実
- 「好きやで〜愛しい人へ〜」（共作詞・共作曲）（作詞はET-KING、作曲はET-KING、NAOKI-Tと共作）
- 「Speedway」（作曲）

田村直美
- 「Hello again」（作曲）

Dancing Dolls
- 「メロメロバッキュン」（編曲・サウンドプロデュース）
- 「共犯のメロディー」（編曲・サウンドプロデュース）
- 「ONEWAY LOVE」（作曲・編曲・サウンドプロデュース）

DISH//
- 「恵比寿物語」（作詞・作曲・編曲）
- 「夢旅」（編曲・サウンドプロデュース・ギター）

豊崎愛生
- 「Magical Circle」（作詞・作曲・編曲）

中川翔子
- 「千の言葉と二人の秘密」（作詞・作曲）
- 「lemonade」（作曲）
- 「9lives」（作曲・編曲）

中島愛
- 「天使になりたい」（作曲）
- 「ノスタルジア」（作曲）
- 「Shining on」（作曲）
- 「Raspberry Kiss」（作曲）
- 「空色ラブレター」（作曲）
- 「white heart rhythm」（作曲）
- 「思い出に変わるまで」（作曲・編曲・キーボード）

ナノ
- 「Because of You」（作曲・編曲）

西沢幸奏
- 「Gemini」（作曲・編曲）

沼倉愛美
- 「Hello,Ms.myself」（作詞・作曲・編曲）
- 「My LIVE」（作曲）

乃木坂46
- 「ロマンティックいか焼き」（編曲）
- 「急斜面」（編曲）

春奈るな
- 「MONSTER」（作詞・作曲・編曲）
- 「回転木馬」（作詞・作曲・編曲）

bump.y
- 「卒業までに…」（作曲）

ピコ
- 「咲色リフレイン」（編曲）

博衣こより
- 「アンバランス」（作詞・作曲・編曲）

HIMEKA
- 「クロスロード」（作曲）

FUNKY MONKEY BABYS
- 「真夏のマジック 〜Sun's Feelings〜」（FUNKY MONKEY BABYSと共作曲）

BLiSTAR
- 「パラレル・ワールド」（作詞・作曲・編曲）
- 「Oh my friend」（作曲）

Mary Angel
- 「イミテーション サマー」（作詞・作曲・編曲）

遊助
- 「とうもろこし」（作曲・編曲）
- 「ヤーレンソーラン」（作曲・編曲）
- 「君が消えた日」（作曲・編曲）

ユンナ
- 「虹の向こう側」（作曲）

Love
- 「私はアナタにウソをつく」（作曲）

渡辺麻友
- 「小指の微笑み」（編曲・ギター）
- 「サヨナラの橋」（編曲）
- 「制服アイデンティティー」（編曲・ギター）
- 「正しい魔法の使い方」（編曲・ピアノ）

学園アイドルマスター

・「極光」（作曲・作詞・作曲）